# Cantando por un sueño (Chile)
Cantando Por Un Sueño Chile, fue un reality musical, con un formato creado por la reconocida empresa mexicana Televisa, que llegó a Chile en el año 2007, y tuvo como conductora a la presentadora chilena Vivi Kreutzberger. Inició el 10 de mayo y fue emitido por el canal chileno Canal 13. Hubo una sola temporada que duró 15 capítulos.

## Dinámica y Evaluación de la Competencia
A pesar de ser un formato de la cadena Televisa, el certamen no se desarrolló de igual manera, que el original hecho en México, sino que se realizó con la siguiente dinámica.
Inició la competencia con 8 equipos, integrados por un Soñador(a), un Famoso(a) que cantaba o al menos intentaba hacerlo y un Maestro(a) que fue un cantante de reconocida trayectoria. Los cuáles luego de cada interpretación fueron evaluados por un jurado, en donde cada uno evaluaba con puntajes de 1 a 10, teniendo uno de ellos el voto secreto que se conocía hasta el final de cada gala.
En cuanto a la competencia los días jueves los equipo luchaban por la Inmunidad, ese día se presentan todas las parejas y el jurado las evalúa, de todos los equipos, tres (03) pasaban a la segunda ronda, las dos con mejor puntaje del jurado y la tercera la elige el público asistente. Elegidas las tres parejas, estas vuelven a cantar y el público desde su casa a través de SMS o llamados elige a la pareja ganadora de la inmunidad. Los jueves, además, el resto parejas tienen que amenazar a uno de los soñadores y el famoso que lo acompaña, la cual tendrá que defender su permanencia los días lunes.
Ese día la dupla inmune presenta un musical, sin riesgo de irse. Así las duplas que quedan cantarán y las que obtengan menos puntaje serán amenazadas y deberán volver a cantar para que luego el jurado salve a una y la gente vote vía SMS o por medio de llamadas y la que obtenga menos llamados sea la pareja eliminada.

## Participantes
Los famosos y sus soñadores fueron:
| Famoso          | Ocupación                  | Soñador              | Maestros             | Nacionalidad                                                | Sentencias | Puesto alcanzado |
| --------------- | -------------------------- | -------------------- | -------------------- | ----------------------------------------------------------- | ---------- | ---------------- |
| Cathy Barriga   | Modelo/Bailarina           | Harold Villar        | Cecilia Echenique    | Bandera de Chile · Bandera de Cuba · Bandera de Chile       | 4          | Ganadores        |
| Lizardo Garrido | Exfutbolista               | Carolina Vargas      | Palmenia Pizarro     | Bandera de Chile · Bandera de Chile · Bandera de Chile      | 1          | Segundo lugar    |
| Mauricio Flores | Cómico                     | Águeda Jofré         | Cecilia              | Bandera de Chile · Bandera de Chile · Bandera de Chile      | 3          | Tercer lugar     |
| Lola Melnick    | Modelo/Bailarina           | Freddy Pantoja       | Quique Neira         | Bandera de Ucrania · Bandera de Chile · Bandera de Chile    | 3          | Cuarto lugar     |
| Alejandra Valle | Periodista de espectáculos | Vladimir Martínez    | María Jimena Pereyra | Bandera de Chile · Bandera de Chile · Bandera de Argentina  | 4          | 5º lugar         |
| Fernanda Hansen | Conductora de TV           | Danilo Pérez         | Cristóbal            | Bandera de Chile · Bandera de Chile · Bandera de Chile      | 2          | 6º lugar         |
| Eva Gómez       | Conductora de TV           | Joaquín Aguilar      | Leandro Martínez     | Bandera de España · Bandera de Venezuela · Bandera de Chile | 2          | 7º lugar         |
| Lorene Prieto   | Actriz                     | Carlos Grilli        | José Alfredo Fuentes | Bandera de Chile · Bandera de Chile · Bandera de Chile      | 3          | 8º lugar         |
| Felipe Ríos     | Actor                      | Lua de Morais        | Ema Pinto            | Bandera de Chile · Bandera de Brasil · Bandera de Chile     | 1          | 9º lugar         |
| Javier Miranda  | Locutor/Conductor de TV    | Alejandra Valdovinos | Denisse Malebrán     | Bandera de Chile · Bandera de Chile · Bandera de Chile      | 1          | 10º lugar        |

## Jurado

### Titular
| Nacionalidad     | Jurado             | Ocupación                                            |
| ---------------- | ------------------ | ---------------------------------------------------- |
| Bandera de Chile | Lucho Gatica       | Cantante / Actor / Presidente del jurado             |
| Bandera de Chile | Patricia Maldonado | Cantante / Conductora / Comentarista de espectáculos |
| Bandera de Chile | Gloria Simonetti   | Cantante                                             |
| Bandera de Chile | Daniel Guerrero    | Cantante / Compositor                                |

### Invitados/Reemplazos
| Nacionalidad      | Jurado          | Ocupación                      | Capítulo(s) |
| ----------------- | --------------- | ------------------------------ | ----------- |
| Bandera de Chile  | René Naranjo    | Comentarista de espectáculos   | 5           |
| Bandera de Chile  | Álvaro Salas    | Humorista / Músico / Conductor | 8           |
| Bandera de Chile  | Luis Jara       | Cantante / Conductor           | 12          |
| Bandera de Brasil | Alexandre Pires | Cantante / Músico / Compositor | 13          |
| Bandera de Chile  | Jaime Coloma    | Comentarista de espectáculos   | 14/15       |

## Puntajes
| Cathy     | 22        | I         | 18         | 29         | 29         | 62         | 28         | S          | 22         | S          | 59         | I          | 69         | 77         | 123          | 55%          | Ganador      |            |            |            |            |            |            |            |            |            |            |            |            |            |            |            |            |            |            |            |            |            |            |            |            |            |            |            |            |            |            |            |            |            |            |            |            |            |            |            |            |            |            |            |            |
| Chano     | 32        | 32        | 23         | 32         | 37         | I          | 33         | I          | 30         | I          | 61         | 57         | 87         | I          | 136          | 45%          | Segundo      |            |            |            |            |            |            |            |            |            |            |            |            |            |            |            |            |            |            |            |            |            |            |            |            |            |            |            |            |            |            |            |            |            |            |            |            |            |            |            |            |            |            |            |            |
| Mauricio  | 33        | 27        | 28         | 26         | 32         | 53         | 28         | 74         | Eliminados | Eliminados | Eliminados | Eliminados | Eliminados | 83         | 132          | Tercer lugar | Tercer lugar |            |            |            |            |            |            |            |            |            |            |            |            |            |            |            |            |            |            |            |            |            |            |            |            |            |            |            |            |            |            |            |            |            |            |            |            |            |            |            |            |            |            |            |            |
| Lola      | 29        | 20        | S          | S          | 28         | 57         | 29         | 79         | 25         | 58         | 53         | 64         | 76         | 79         | Cuarto lugar | Cuarto lugar | Cuarto lugar |            |            |            |            |            |            |            |            |            |            |            |            |            |            |            |            |            |            |            |            |            |            |            |            |            |            |            |            |            |            |            |            |            |            |            |            |            |            |            |            |            |            |            |            |
| Alejandra | 23        | 31        | 24         | I          | 34         | 53         | 28         | 70         | 29         | 58         | 58         | 54         | 74         | S          | Eliminados   | Eliminados   | Eliminados   | Eliminados |            |            |            |            |            |            |            |            |            |            |            |            |            |            |            |            |            |            |            |            |            |            |            |            |            |            |            |            |            |            |            |            |            |            |            |            |            |            |            |            |            |            |            |
| Fernanda  | No estaba | No estaba | No estaba  | No estaba  | No estaba  | No estaba  | No estaba  | No estaba  | 29         | 55         | Eliminados | Eliminados | Eliminados | 67         | Eliminados   | Eliminados   | Eliminados   | Eliminados |            |            |            |            |            |            |            |            |            |            |            |            |            |            |            |            |            |            |            |            |            |            |            |            |            |            |            |            |            |            |            |            |            |            |            |            |            |            |            |            |            |            |            |
| Eva       | No estaba | No estaba | No estaba  | No estaba  | No estaba  | No estaba  | No estaba  | No estaba  | 26         | 55         | 55         | S          | Eliminados | Eliminados | Eliminados   | Eliminados   | Eliminados   |            |            |            |            |            |            |            |            |            |            |            |            |            |            |            |            |            |            |            |            |            |            |            |            |            |            |            |            |            |            |            |            |            |            |            |            |            |            |            |            |            |            |            |            |
| Lorene    | 27        | 22        | 25         | 22         | 21         | S          | Eliminados | Eliminados | Eliminados | Eliminados | Eliminados | Eliminados | Eliminados | Eliminados | Eliminados   | Eliminados   | Eliminados   | Eliminados | Eliminados | Eliminados | Eliminados | Eliminados | Eliminados | Eliminados | Eliminados | Eliminados | Eliminados | Eliminados | Eliminados | Eliminados | Eliminados | Eliminados | Eliminados | Eliminados | Eliminados | Eliminados | Eliminados | Eliminados | Eliminados | Eliminados | Eliminados | Eliminados | Eliminados | Eliminados | Eliminados | Eliminados | Eliminados | Eliminados | Eliminados | Eliminados | Eliminados | Eliminados | Eliminados | Eliminados | Eliminados | Eliminados | Eliminados | Eliminados | Eliminados | Eliminados | Eliminados |
| Felipe    | 25        | 26        | 21         | 25         | Eliminados | Eliminados | Eliminados | Eliminados | Eliminados | Eliminados | Eliminados | Eliminados | Eliminados | Eliminados | Eliminados   | Eliminados   | Eliminados   | Eliminados | Eliminados | Eliminados | Eliminados | Eliminados | Eliminados | Eliminados | Eliminados | Eliminados | Eliminados | Eliminados | Eliminados | Eliminados | Eliminados | Eliminados | Eliminados | Eliminados | Eliminados | Eliminados | Eliminados | Eliminados | Eliminados | Eliminados | Eliminados | Eliminados | Eliminados | Eliminados | Eliminados | Eliminados | Eliminados | Eliminados | Eliminados | Eliminados | Eliminados | Eliminados | Eliminados | Eliminados | Eliminados | Eliminados | Eliminados | Eliminados | Eliminados |            |            |
| Javier    | 26        | S         | Eliminados | Eliminados | Eliminados | Eliminados | Eliminados | Eliminados | Eliminados | Eliminados | Eliminados | Eliminados | Eliminados | Eliminados | Eliminados   | Eliminados   | Eliminados   | Eliminados | Eliminados | Eliminados | Eliminados | Eliminados | Eliminados | Eliminados | Eliminados | Eliminados | Eliminados | Eliminados | Eliminados | Eliminados | Eliminados | Eliminados | Eliminados | Eliminados | Eliminados | Eliminados | Eliminados | Eliminados | Eliminados | Eliminados | Eliminados | Eliminados | Eliminados | Eliminados | Eliminados | Eliminados | Eliminados | Eliminados | Eliminados | Eliminados | Eliminados | Eliminados | Eliminados | Eliminados | Eliminados | Eliminados | Eliminados |            |            |            |            |

Números rojos indican el menor puntaje de la semana
Números verdes indican el mayor puntaje de la semana.
     Ganan inmunidad.

     Dúo sentenciado/a, enviado/a al voto telefónico y salvado/a.

    
Dúo sentenciado/a, enviado/a al voto telefónico y eliminado/a.

     Sentenciado/a y salvado/a por el jurado.

     Ganadores del repechaje (por jurado o público)

     Eliminados en el repechaje

     Pareja campeona del certamen.

     Pareja subcampeona del certamen.

    
La pareja es inmune para el día de eliminación.

## Capítulos

### Capítulo 1: Inmunidad y Nominación
Inició con la presentación de los soñadores interpretando el tema oficial del programa junto a sus maestros.
| Canciones y puntajes                                       | Canciones y puntajes      | Canciones y puntajes | Canciones y puntajes | Canciones y puntajes | Canciones y puntajes | Canciones y puntajes | Canciones y puntajes          | Canciones y puntajes |
| Participantes                                              | Tema                      | LG                   | DG ¿?                | PM                   | GS                   | TOTAL                | SF                            |                      |
| ---------------------------------------------------------- | ------------------------- | -------------------- | -------------------- | -------------------- | -------------------- | -------------------- | ----------------------------- | -------------------- |
| Lorene Prieto y Carlos Grilli (José Alfredo Fuentes)       | Nada de esto fue un error | 8                    | 8                    | 5                    | 6                    | 27                   | No ganan inmunidad            |                      |
| Mauricio Flores y Águeda Jofré (Cecilia Pantoja)           | Ya nunca más              | 9                    | 8                    | 8                    | 8                    | 33                   | Clasifican/No ganan inmunidad |                      |
| Cathy Barriga y Harold Villar (Cecilia Echeñique)          | Más que un amigo          | 7                    | 7                    | 4                    | 4                    | 22                   | Clasifican/Ganan Inmunidad    |                      |
| Lizardo Garridoo y Carolina Vargas (Palmenia Pizarro)      | Para decir Adiós          | 8                    | 8                    | 8                    | 8                    | 32                   | Clasifican/No ganan inmunidad |                      |
| Felipe Ríos y Lua de Morais (Ema Pinto)                    | Me dediqué a perderte     | 7                    | 7                    | 5                    | 6                    | 25                   | No ganan inmunidad            |                      |
| Alejandra Valle y Vladimir Martínez (María Jimena Pereyra) | Pueden contar conmigo     | 6                    | 6                    | 5                    | 6                    | 23                   | No ganan inmunidad            |                      |
| Javier Miranda y Alejandra Valdovinos (Denisse Malebrán)   | Yo soy aquel              | 7                    | 7                    | 6                    | 6                    | 26                   | Nominados por compañeros      |                      |
| Lola Melnyck y Fredy Pantoja (Quique Neira)                | No me ames                | 8                    | 6                    | 8                    | 7                    | 29                   | No ganan inmunidad            |                      |

INMUNIDAD
| Lizardo y carolina (Palmenia Pizarro) | Te quiero     | 29,16% | 2.º Lugar en llamadas                  |
| Mauricio y Águeda (Cecilia Pantoja)   | Duele el amor | 28,66% | 3.º Lugar en llamadas                  |
| Kathy y Harold (Cecilia Echeñique)    | Fotografía    | 45,18% | 1.º Lugar en llamadas / Gana inmunidad |

SENTENCIA DE COMPAÑEROS
| Lizardo y carolina (Palmenia Pizarro)       | Lorene y Carlos(José Alfredo Fuentes) |
| Mauricio y Águeda (Cecilia Pantoja)         | Javier y Alejandra (Denisse Malebrán) |
| Felipe y Lua (Ema Pinto)                    | Lola y Fredy (Quique Neira)           |
| Lola y Fredy (Quique Neira)                 | Felipe y Lua (Ema Pinto)              |
| Alejandra y Vladimir (María Jimena Pereyra) | Javier y Alejandra (Denisse Malebrán) |
| Javier y Alejandra (Denisse Malebrán)       | Lola y Fredy (Quique Neira)           |

Por lo tanto con 2 votos y tras empatar con Fredy y Lola (Quique Neira) y desempatar por calificaciones quedan nominados: Javier y Alejandra (Denisse Malebrán).

### Capítulo 2: Nominación y Eliminación
| Canciones y puntajes                                       | Canciones y puntajes  | Canciones y puntajes | Canciones y puntajes | Canciones y puntajes | Canciones y puntajes | Canciones y puntajes | Canciones y puntajes | Canciones y puntajes |
| Participantes                                              | Tema                  | LG                   | DG                   | PM                   | GS                   | TOTAL                | Situación Final      |                      |
| ---------------------------------------------------------- | --------------------- | -------------------- | -------------------- | -------------------- | -------------------- | -------------------- | -------------------- | -------------------- |
| Mauricio Flores y Águeda Jofré (Cecilia Pantoja)           | Sé que volverás       | 8                    | 7                    | 7                    | 5                    | 27                   | Avanzan              |                      |
| Lorene Prieto y Carlos Grilli (José Alfredo Fuentes)       | Derroche              | 7                    | 6                    | 4                    | 5                    | 22                   | Nominados            |                      |
| Felipe Ríos y Lúa de Morais (Ema Pinto)                    | Amante bandido        | 7                    | 6                    | 6                    | 7                    | 26                   | Avanzan              |                      |
| Lizardo Garrido y Carolina Vargas (Palmenia Pizarro)       | Y nos dieron las diez | 8                    | 8                    | 8                    | 8                    | 32                   | Avanzan              |                      |
| Lola Melnyck y Fredy Pantoja (Quique Neira)                | Amor Prohibido        | 7                    | 5                    | 4                    | 4                    | 20                   | Nominados            |                      |
| Alejandra Valle y Vladimir Martínez (María Jimena Pereyra) | Resistiré             | 8                    | 8                    | 7                    | 8                    | 31                   | Avanzan              |                      |

Eliminación
| Javier Miranda y Alejandra Valdovinos (Denisse Malebrán) | 26,3 %                 | Eliminados |
| Lola Melnyck y Fredy Pantoja (Quique Neira)              | Salvados por el jurado | Avanzan    |
| Lorene Prieto y Carlos Grilli (José Alfredo Fuentes)     | 73,7 %                 | Avanzan    |

### Capítulo 3: Inmunidad y Nominación
Nominación De Compañeros
| Lizardo y Carolina (Palmenia Pizarro)       | Kathy y Harold (Cecilia Echeñique)          |
| Mauricio y Águeda (Cecilia Pantoja)         | Kathy y Harold (Cecilia Echeñique)          |
| Alejandra y Vladimir (María Jimena Pereyra) | Lola y Fredy (Quique Neira)                 |
| Lola y Fredy (Quique Neira)                 | Lorene y Carlos (José Alfredo Fuentes)      |
| Kathy y Harold (Cecilia Echeñique)          | Alejandra y Vladimir (María Jimena Pereyra) |
| Lorene y Carlos (José Alfredo Fuentes)      | Lola y Fredy (Quique Neira)                 |
| Felipe y Lúa (Ema Pinto)                    | Lola y Fredy (Quique Neira)                 |

Por lo tanto con 3 votos en contra se convierten en los primeros Nominados: Lola Melnyck y Fredy Pantoja (Quique Neira).
| Canciones y puntajes                                       | Canciones y puntajes    | Canciones y puntajes | Canciones y puntajes | Canciones y puntajes | Canciones y puntajes | Canciones y puntajes | Canciones y puntajes          | Canciones y puntajes |
| Participantes                                              | Tema                    | LG                   | DG                   | PM                   | GS                   | TOTAL                | Situación Final               |                      |
| ---------------------------------------------------------- | ----------------------- | -------------------- | -------------------- | -------------------- | -------------------- | -------------------- | ----------------------------- | -------------------- |
| Cathy Barriga y Harold Villar (Cecilia Echeñique)          | Cómo es posible         | 6                    | 4                    | 4                    | 4                    | 18                   | No ganan inmunidad            |                      |
| Alejandra Valle y Vladimir Martínez (María Jimena Pereyra) | Hasta que me olvides    | 7                    | 6                    | 5                    | 6                    | 24                   | Clasifican/Ganan Inmunidad    |                      |
| Mauricio Flores y Águeda Jofré (Cecilia Pantoja)           | Suave                   | 8                    | 6                    | 7                    | 7                    | 28                   | Clasifican/No Ganan Inmunidad |                      |
| Lizardo Garrido y Carolina Vargas (Palmenia Pizarro)       | Tengo todo excepto a ti | 6                    | 6                    | 5                    | 6                    | 23                   | No ganan Inmunidad            |                      |
| Lorene Prieto y Carlos Grilli (José Alfredo Fuentes)       | Si nos dejan            | 6                    | 7                    | 6                    | 6                    | 25                   | Clasifican/No Ganan Inmunidad |                      |
| Felipe Ríos y Lúa de Morais (Ema Pinto)                    | La Bikina               | 7                    | 5                    | 4                    | 5                    | 21                   | No ganan Inmunidad            |                      |

INMUNIDAD
| Lorene Prieto y Carlos Grilli (José Alfredo Fuentes)       | 31,02% | 2.º Lugar en llamadas                  |
| Mauricio y Águeda (Cecilia Pantoja)                        | 22,98% | 3.º Lugar en llamadas                  |
| Alejandra Valle y Vladimir Martínez (María Jimena Pereyra) | 46,00% | 1.º Lugar en llamadas / Gana inmunidad |

### Capítulo 4: Nominación y Eliminación
| Canciones y puntajes                                 | Canciones y puntajes   | Canciones y puntajes | Canciones y puntajes | Canciones y puntajes | Canciones y puntajes | Canciones y puntajes | Canciones y puntajes | Canciones y puntajes |
| Participantes                                        | Tema                   | LG                   | DG                   | PM                   | GS                   | TOTAL                | Situación Final      |                      |
| ---------------------------------------------------- | ---------------------- | -------------------- | -------------------- | -------------------- | -------------------- | -------------------- | -------------------- | -------------------- |
| Cathy Barriga y Harold Villar (Cecilia Echeñique)    | El Aval                | 8                    | 7                    | 7                    | 7                    | 29                   | Avanzan              |                      |
| Felipe Ríos y Lúa de Morais (Ema Pinto)              | Y volveré              | 6                    | 7                    | 5                    | 7                    | 25                   | Nominados            |                      |
| Mauricio Flores y Águeda Jofré (Cecilia Pantoja)     | Estrechez de corazón   | 6                    | 7                    | 6                    | 7                    | 26                   | Avanzan              |                      |
| Lizardo Garrido y Carolina Vargas (Palmenia Pizarro) | Y verás la lluvia caer | 8                    | 7                    | 8                    | 9                    | 32                   | Avanzan              |                      |
| Lorene Prieto y Carlos Grilli (José Alfredo Fuentes) | Antonia                | 5                    | 7                    | 5                    | 7                    | 22                   | Nominados            |                      |

Inmunes Alejandra, Vladimir y María Jimena Pereyra cantan 'Ya nada queda' 
Eliminación
| Felipe Ríos y Lúa de Morais (Ema Pinto)              | 46,3 %                 | Eliminados |
| Lola Melnyck y Fredy Pantoja (Quique Neira)          | Salvados por el jurado | Avanzan    |
| Lorene Prieto y Carlos Grilli (José Alfredo Fuentes) | 53,7 %                 | Avanzan    |

### Capítulo 5: Inmunidad y Nominación
Este Capítulo contó con la presencia de un quinto juez, se trata de René Naranjo. Además esta noche los que disputan la inmunidad son los ganadores de los 3 duelos que habrá.
Primer Duelo
| Canciones y puntajes                                 | Canciones y puntajes | Canciones y puntajes | Canciones y puntajes | Canciones y puntajes | Canciones y puntajes | Canciones y puntajes | Canciones y puntajes | Canciones y puntajes                |
| Participantes                                        | Tema                 | LG                   | DG                   | PM                   | GS                   | RN                   | TOTAL                | Situación Final                     |
| ---------------------------------------------------- | -------------------- | -------------------- | -------------------- | -------------------- | -------------------- | -------------------- | -------------------- | ----------------------------------- |
| Lorene Prieto y Carlos Grilli (José Alfredo Fuentes) | Abre los ojos        | 5                    | 4                    | 4                    | 4                    | 4                    | 21                   | Pierden el duelo/No ganan inmunidad |
| Lola Melnyck y Fredy Pantoja (Quique Neira)          | Todo, todo, todo     | 5                    | 6                    | 6                    | 5                    | 6                    | 28                   | Ganan el duelo/No ganan inmunidad   |

Segundo Duelo
| Canciones y puntajes                                 | Canciones y puntajes          | Canciones y puntajes | Canciones y puntajes | Canciones y puntajes | Canciones y puntajes | Canciones y puntajes | Canciones y puntajes | Canciones y puntajes                |
| Participantes                                        | Tema                          | LG                   | DG                   | PM                   | GS                   | RN                   | TOTAL                | Situación Final                     |
| ---------------------------------------------------- | ----------------------------- | -------------------- | -------------------- | -------------------- | -------------------- | -------------------- | -------------------- | ----------------------------------- |
| Lizardo Garrido y Carolina Vargas (Palmenia Pizarro) | No me arrepiento de este amor | 7                    | 7                    | 7                    | 8                    | 8                    | 37                   | Ganan el duelo/Ganan inmunidad      |
| Mauricio Flores y Águeda Jofré (Cecilia Pantoja)     | La Bilirrubina                | 6                    | 6                    | 7                    | 6                    | 7                    | 32                   | Pierden el duelo/No ganan inmunidad |

Tercer Duelo
| Canciones y puntajes                                       | Canciones y puntajes | Canciones y puntajes | Canciones y puntajes | Canciones y puntajes | Canciones y puntajes | Canciones y puntajes | Canciones y puntajes | Canciones y puntajes                |
| Participantes                                              | Tema                 | LG                   | DG                   | PM                   | GS                   | RN                   | TOTAL                | Situación Final                     |
| ---------------------------------------------------------- | -------------------- | -------------------- | -------------------- | -------------------- | -------------------- | -------------------- | -------------------- | ----------------------------------- |
| Cathy Barriga y Harold Villar (Cecilia Echeñique)          | Mentirosa            | 7                    | 5                    | 6                    | 5                    | 6                    | 29                   | Pierden el duelo/No ganan inmunidad |
| Alejandra Valle y Vladimir Martínez (María Jimena Pereyra) | Talento de TV        | 8                    | 6                    | 7                    | 6                    | 7                    | 34                   | Ganan el duelo/No ganan inmunidad   |

INMUNIDAD
| Alejandra Valle y Vladimir Martínez (María Jimena Pereyra) | 36,68% | 2.º Lugar en llamadas                  |
| Lola Melnyck y Fredy Pantoja (Quique Neira)                | 20,46% | 3.º Lugar en llamadas                  |
| Lizardo Garrido y Carolina Vargas (Palmenia Pizarro)       | 42,86% | 1.º Lugar en llamadas / Gana inmunidad |

Nominados por los Compañeros: Lorene Prieto y Carlos Grilli (José Alfredo Fuentes), con 3 votos en contra.

### Capítulo 6: Nominación y Eliminación
En este Capítulo se usó por primera vez 'El Comodín' que consiste en que el maestro sirva de apoyo, cantando junto con el famoso o el soñador. Este fue usado por el equipo de Lorene Prieto y Carlos Grilli, quienes en el Duelo Final, decidieron que su maestro José Alfredo Fuentes, cante con el soñador en lugar de la actriz.
Carlos Grilli y Lorene Prieto José Alfredo Fuentes, el primer equipo amenazado presenta el primer número de la Noche, a cargo del soñador que interpreta 'Te Quiero' de Juan Antonio Labra, sin ser evaluado.
Este día se presentarán 2 rondas, primero cantará el 'Soñador' en solitario y en la segunda cantará acompañado del 'Héroe' o 'Famoso' que lo acompaña.
Primera ronda: Soñadores solistas
| Canciones y puntajes | Canciones y puntajes                   | Canciones y puntajes | Canciones y puntajes | Canciones y puntajes | Canciones y puntajes | Canciones y puntajes | Canciones y puntajes | Canciones y puntajes |
| Soñador              | Famoso y Maestro                       | Tema                 | LG                   | DG                   | PM                   | GS                   | TOTAL                |                      |
| -------------------- | -------------------------------------- | -------------------- | -------------------- | -------------------- | -------------------- | -------------------- | -------------------- | -------------------- |
| Vladimir Martínez    | Alejandra Valle y María Jimena Pereyra | Ámame                | 7                    | 7                    | 7                    | 7                    | 28                   |                      |
| Águeda Jofré         | Mauricio Flores y Cecilia Pantoja      | Como yo te amo       | 8                    | 6                    | 6                    | 6                    | 26                   |                      |
| Harold Villar        | Cathy Barriga y Cecilia Echeñique      | Te conozco bien      | 8                    | 8                    | 8                    | 7                    | 31                   |                      |
| Fredy Pantoja        | Lola Melnyck y Quique Neira            | Basta ya             | 7                    | 8                    | 8                    | 7                    | 30                   |                      |

Segunda ronda: Soñadores y Famosos
| Alejandra Valle y Vladimir Martínez (María Jimena Pereyra) | Provócame      | 7 | 6 | 6 | 6 | 25 |
| Mauricio Flores y Águeda Jofré (Cecilia Pantoja)           | Bailar Pegados | 7 | 6 | 7 | 7 | 27 |
| Cathy Barriga y Harold Villar (Cecilia Echeñique)          | Paisaje        | 8 | 8 | 8 | 7 | 31 |
| Lola Melnyck y Fredy Pantoja (Quique Neira)                | Mi gran noche  | 7 | 7 | 7 | 6 | 27 |

Puntaje Final: Sumatoria Ronda 1 y Ronda 2
| Alejandra Valle y Vladimir Martínez (María Jimena Pereyra) | 28 | 25 | 53 | Nominados |
| Mauricio Flores y Águeda Jofré (Cecilia Pantoja)           | 26 | 27 | 53 | Nominados |
| Cathy Barriga y Harold Villar Cecilia Echeñique            | 31 | 31 | 62 | Avanzan   |
| Lola Melnyck y Fredy Pantoja (Quique Neira)                | 30 | 27 | 57 | Avanzan   |

Eliminación
| Lorene Prieto y Carlos Grilli (José Alfredo Fuentes)*      | 31,51 %                         | Eliminados |
| Alejandra Valle y Vladimir Martínez (María Jimena Pereyra) | 47,75 %                         | Avanzan    |
| Mauricio Flores y Águeda Jofré (Cecilia Pantoja)           | 20,74% / Salvados por el Jurado | Avanzan    |

- *Usan el comodín y Cantan José Alfredo Fuentes con Carlos Grilli.

### Capítulo 7: Inmunidad y Nominación
Esta noche todos los equipo cantaron acompañados de sus maestros.
| Canciones y puntajes                                      | Canciones y puntajes      | Canciones y puntajes | Canciones y puntajes | Canciones y puntajes | Canciones y puntajes | Canciones y puntajes | Canciones y puntajes          | Canciones y puntajes |
| Participantes                                             | Tema                      | LG                   | DG                   | PM                   | GS                   | TOTAL                | Situación Final               |                      |
| --------------------------------------------------------- | ------------------------- | -------------------- | -------------------- | -------------------- | -------------------- | -------------------- | ----------------------------- | -------------------- |
| Cathy Barriga, Harold Villar y (Cecilia Echeñique)        | Cómo voy a renunciar a ti | 7                    | 7                    | 7                    | 7                    | 28                   | No ganan Inmunidad            |                      |
| Lizardo Garrido, Carolina Vargas y Palmenia Pizarro       | Ajeno                     | 8                    | 9                    | 8                    | 8                    | 33                   | Clasifican/Ganan Inmunidad    |                      |
| Lola Melnyck y Fredy Panttoja y Quique Neira              | Un millón de cosas buenas | 8                    | 8                    | 7                    | 6                    | 29                   | Clasifican/No Ganan Inmunidad |                      |
| Mauricio Flores, Águeda Jofré y Cecilia Pantoja           | Baño de mar a medianoche  | 9                    | 6                    | 7                    | 6                    | 28                   | No ganan Inmunidad            |                      |
| Alejandra Valle, Vladimir Martínez y María Jimena Pereyra | Si tu no estás aquí       | 8                    | 7                    | 6                    | 7                    | 28                   | Clasifican/No Ganan Inmunidad |                      |

Tras el triple empate en 28 puntos, el tercer equipo fue elegido por el jurado quién decidió por unanimidad elegir a Alejandra Valle, Vladimir Martínez y (María Jimena Pereyra).
Por lo tanto entre el equipo de Kathy, Harold y Cecilia Echeñique o el de Mauricio, Águeda y Cecilia Pantoja estaba el nominado por los compañeros.
Nominación De Compañeros
| Lizardo y Carolina (Palmenia Pizarro)       | Kathy y Harold (Cecilia Echeñique) |
| Lola y Fredy (Quique Neira)                 | Kathy y Harold (Cecilia Echeñique) |
| Alejandra y Vladimir (María Jimena Pereyra) | Kathy y Harold (Cecilia Echeñique) |

Nominados por unanimidad por parte de sus compañeros: Kathy y Harold (Cecilia Echeñique)
INMUNIDAD
| Alejandra Valle y Vladimir Martínez (María Jimena Pereyra) | 39,18 % | 2.º Lugar en llamadas                  |
| Lola Melnyck y Fredy Pantoja (Quique Neira)                | 15,53 % | 3.º Lugar en llamadas                  |
| Lizardo Garrido y Carolina Vargas (Palmenia Pizarro)       | 49,19 % | 1.º Lugar en llamadas / Gana inmunidad |

### Capítulo 8: Nominación, Eliminación y Presentación de 2 Nuevos equipos
El programa lo inicia el soñador nominado Harold Villar con el tema 'Hoy tengo ganas de ti'. Lugo se presentan a los dos nuevos equipos en Competencia: Fernanda Hansen y Danilo Pérez con su maestro, el cantante Cristóbal y a Evá Gómez junto con Joaquín Aguilar, su soñador y su maestro Leandro Martínez.
Al igual que en capítulo 6, habrá 2 rondas en la 1.ª el soñador cantará solo y en la 2.ª cantará el soñador acompañado del famoso que lo apadrina.
Primera ronda: Soñadores solistas
| Canciones y puntajes | Canciones y puntajes                   | Canciones y puntajes | Canciones y puntajes | Canciones y puntajes | Canciones y puntajes | Canciones y puntajes | Canciones y puntajes | Canciones y puntajes |
| Soñador              | Famoso y Maestro                       | Tema                 | DG+LG                | PM                   | GS                   | ÁS                   | TOTAL                |                      |
| -------------------- | -------------------------------------- | -------------------- | -------------------- | -------------------- | -------------------- | -------------------- | -------------------- | -------------------- |
| Vladimir Martínez    | Alejandra Valle y María Jimena Pereyra | Ahora                | 13                   | 6                    | 7                    | 6                    | 32                   |                      |
| Águeda Jofré         | Mauricio Flores y Cecilia Pantoja      | Amor a la Mexicana   | 16                   | 7                    | 7                    | 8                    | 38                   |                      |
| Fredy Pantoja        | Lola Melnyck y Quique Neira            | Corazón Mágico       | 15                   | 9                    | 8                    | 9                    | 41                   |                      |

Segunda ronda: Soñadores y Famosos
| Alejandra Valle y Vladimir Martínez (María Jimena Pereyra) | Tu cariño se me va | 17 | 7 | 7 | 7 | 38 |
| Mauricio Flores y Águeda Jofré (Cecilia Pantoja)           | No                 | 14 | 8 | 7 | 7 | 36 |
| Lola Melnyck y Fredy Pantoja (Quique Neira)                | Duende             | 15 | 8 | 7 | 8 | 38 |

Puntaje Final: Sumatoria Ronda 1 y Ronda 2
| Alejandra Valle y Vladimir Martínez (María Jimena Pereyra) | 32 | 38 | 70 | Nominados |
| Mauricio Flores y Águeda Jofré (Cecilia Pantoja)           | 38 | 36 | 74 | Nominados |
| Lola Melnyck y Fredy Pantoja (Quique Neira)                | 41 | 38 | 79 | Avanzan   |

Eliminación
| Cathy Barriga y Harold Villar (Cecilia Echeñique)          | 51,13 %                                 | Avanzan    |
| Alejandra Valle y Vladimir Martínez (María Jimena Pereyra) | 33,97 % Salvados por los equipos nuevos | Avanzan    |
| Mauricio Flores y Águeda Jofré (Cecilia Pantoja)           | 14,9 %                                  | Eliminados |

### Capítulo 9: Noche de duelos, Inmunidad y Nominación
En este capítulo entraron a la competencia por primera vez los equipos de Eva Gómez, Joaquín Aguilar y Leandro Martínez junto con el equipo de Fernanda Hansen, Danilo Pérez y Cristóbal.
Además es noche de Duelos
El programa lo inician los 6 soñadores cantando como solistas para deleitar al público sin la presión de las calificaciones de los jueces.
El recién ingresado, Joaquín Aguilar interpreta: 'De qué manera te olvido'. Por su parte Harold Villar, salvado por el público en la última gala de eliminación cantó 'Te conozco bien'. Vladimir Martínez, quien fue salvado por los equipo nuevos en la gala anterior interpreta el tema 'Ámame'. Lo sigue la única Soñadora en competencia Carolina Vargas con el tema 'Ese Hombre'. El siguiente soñador es Fredy Pantoja quien hizo levantar al público de sus asientos con el tema 'Corazón Mágico'. Por último, el otro soñador que debuta en la competencia, Danilo Pérez interpretó 'No se olvidar' dejando un buen sabor de boca en los asistentes.
Luego que todos se presentaron inició la 'Noche de Duelos'
Primer Duelo
| Canciones y puntajes                                 | Canciones y puntajes | Canciones y puntajes | Canciones y puntajes | Canciones y puntajes | Canciones y puntajes | Canciones y puntajes | Canciones y puntajes                  | Canciones y puntajes |
| Participantes                                        | Tema                 | LG                   | DG                   | PM                   | GS                   | TOTAL                | Situación Final                       |                      |
| ---------------------------------------------------- | -------------------- | -------------------- | -------------------- | -------------------- | -------------------- | -------------------- | ------------------------------------- | -------------------- |
| Lizardo Garrido y carolina Vargas (Palmenia Pizarro) | Escándalo            | 8                    | 7                    | 8                    | 7                    | 30                   | Ganan el Duelo / Ganan Inmunidad      |                      |
| Eva Gómez y Joaquín Aguilar (Leandro Martínez)       | Mío                  | 7                    | 7                    | 6                    | 6                    | 26                   | Pierden el duelo / No ganan inmunidad |                      |

Segundo Duelo
| Canciones y puntajes                             | Canciones y puntajes | Canciones y puntajes | Canciones y puntajes | Canciones y puntajes | Canciones y puntajes | Canciones y puntajes | Canciones y puntajes                  | Canciones y puntajes |
| Participantes                                    | Tema                 | LG                   | DG                   | PM                   | GS                   | TOTAL                | Situación Final                       |                      |
| ------------------------------------------------ | -------------------- | -------------------- | -------------------- | -------------------- | -------------------- | -------------------- | ------------------------------------- | -------------------- |
| Lola Melnyck y Fredy Pantoja (Quique Neira)      | Amor, amor, amor     | 7                    | 6                    | 6                    | 6                    | 25                   | Ganan el Duelo / No Ganan Inmunidad   |                      |
| Cathy Barriga y Harold Villar(Cecilia Echeñique) | Imagínate sin mi     | 7                    | 6                    | 4                    | 5                    | 22                   | Pierden el duelo / No ganan inmunidad |                      |

Tercer Duelo
| Canciones y puntajes                                       | Canciones y puntajes   | Canciones y puntajes | Canciones y puntajes | Canciones y puntajes | Canciones y puntajes | Canciones y puntajes | Canciones y puntajes                  | Canciones y puntajes |
| Participantes                                              | Tema                   | LG                   | DG                   | PM                   | GS                   | TOTAL                | Situación Final                       |                      |
| ---------------------------------------------------------- | ---------------------- | -------------------- | -------------------- | -------------------- | -------------------- | -------------------- | ------------------------------------- | -------------------- |
| Alejandra Valle y Vladimir Martínez (María Jimena Pereyra) | Cierro mis ojos        | 7                    | 8                    | 7                    | 7                    | 29*                  | Pierden el duelo / No ganan inmunidad |                      |
| Fernanda Hansen y Danilo Pérez (Cristóbal)                 | Me muero por conocerte | 7                    | 7                    | 8                    | 7                    | 29*                  | Ganan el Duelo / No Ganan Inmunidad   |                      |

- *Tras el empate el jurado decide quienes dan 2 votos a cada uno, por lo que Lucho Gatica, presidente del jurado, opta por Fernanda y Danilo para que disputen la inmunidad.

Esta noche el jurado debe elegir a la primera pareja nominada para el Lunes de Eliminación por lo que las 3 parejas perdedoras de los duelos se enfrentan entre sí, para que el jurado opte por una de ellas como la nominada del jueves.
Eva y Joaquín cantan: 'Entre el cielo y la tierra' de Los Nocheros.
Luego Kathy y Harold interpretan un tema del grupo Bacilos.
Por último Alejandra y Vladimir se lucen con un tema de Robbie Williams.
Luego del duelo el jurado decide nominar a: Cathy Barriga y Harold Villar (Cecilia Echeñique).
INMUNIDAD
| Lola Melnyck y Fredy Pantoja (Quique Neira)          | 22,75% | 3.º Lugar en llamadas                  |
| Fernanda Hansen y Danilo Pérez (Cristóbal)           | 31,94% | 2.º Lugar en llamadas                  |
| Lizardo Garrido y Carolina Vargas (Palmenia Pizarro) | 45,31% | 1.º Lugar en llamadas / Gana inmunidad |

### Capítulo 10: Nominación y Eliminación
En este capítulo, Vivi Kreutzberger, no estuvo en la animación debido a un fuerte resfrío y Sergio Lagos tomó las riendas del programa solo por esa noche.
El programa lo abren los inmunes, Lizardo Garrido y Carolina Vargas con el tema 'Es la lluvia que cae' de Los Iracundos y los siguen los primeros nominados, Cathy Barriga y Harold Villar interpretando 'Carnaval' de Celia Cruz 
Primera ronda: Soñador y Famoso
| Fernanda Hansen y Danilo Pérez (Cristóbal)                 | Nena                              | 7 | 7 | 7 | 7 | 28 |
| Alejandra Valle y Vladimir Martínez (María Jimena Pereyra) | A Puro Dolor                      | 6 | 8 | 7 | 7 | 28 |
| Lola Melnyck y Fredy Pantoja (Quique Neira)                | Siempre estás diciendo que te vas | 6 | 6 | 6 | 6 | 24 |
| Eva Gómez y Joaquín Aguilar (Leandro Martínez)             | Te amaré                          | 6 | 6 | 6 | 6 | 24 |

Segunda ronda: Famosas
| Canciones y puntajes | Canciones y puntajes                     | Canciones y puntajes      | Canciones y puntajes | Canciones y puntajes | Canciones y puntajes | Canciones y puntajes | Canciones y puntajes | Canciones y puntajes |
| Famosa               | Soñador y Maestro                        | Tema                      | Lucho Gatica ¿?      | Daniel Guerrero      | Patricia Maldonado   | Gloria Simonetti     | TOTAL                |                      |
| -------------------- | ---------------------------------------- | ------------------------- | -------------------- | -------------------- | -------------------- | -------------------- | -------------------- | -------------------- |
| Fernanda Hansen      | Danilo Pérez y Cristóbal                 | El Bahiano                | 6                    | 7                    | 7                    | 7                    | 27                   |                      |
| Alejandra Valle      | Vladimir Martínez y María Jimena Pereyra | Zíngara                   | 7                    | 8                    | 7                    | 8                    | 30                   |                      |
| Lola Melnyck         | Fredy Pantoja y Quique Neira             | Me cuesta tanto olvidarte | 7                    | 9                    | 10                   | 8                    | 34                   |                      |
| Eva Gómez            | Joaquín Aguilar y Leandro Martínez       | Así fue                   | 7                    | 8                    | 8                    | 8                    | 31                   |                      |

Puntaje Final: Sumatoria Ronda 1 y Ronda 2
| Alejandra Valle y Vladimir Martínez (María Jimena Pereyra) | 28 | 30 | 58 | Avanzan   |
| Fernanda Hansen y Danilo Pérez (Cristóbal)                 | 28 | 27 | 55 | Nominados |
| Lola Melnyck y Fredy Pantoja (Quique Neira)                | 24 | 34 | 58 | Avanzan   |
| Eva Gómez y Joaquín Aguilar (Leandro Martínez)             | 24 | 31 | 55 | Nominados |

Eliminación
| Cathy Barriga y Harold Villar (Cecilia Echeñique) | 58,73 %                 | Avanzan    |
| Eva Gómez y Joaquín Aguilar (Leandro Martínez)    | Salvados por los jueces | Avanzan    |
| Fernanda Hansen y Danilo Pérez (Cristóbal)        | 41,27 %                 | Eliminados |

### Capítulo 11: Inmunidad y Nominación
Este capítulo tuvo como invitado a Juan Luis Guerra y la 440. además sorpresa en la Inmunidad y la primera pareja nominada para el lunes de eliminación.
Primera ronda: Soñadores y Famosos
| Cathy Barriga y Harold Villar (Cecilia Echeñique)          | Fuiste               | 8 | 7 | 7 | 7 | 29 |
| Eva Gómez y Joaquín Aguilar (Leandro Martínez)             | Sólo se vive una vez | 7 | 6 | 7 | 7 | 27 |
| Lizardo Garrido y Carolina Vargas (Palmenia Pizarro)       | No sé lo que me pasa | 8 | 7 | 8 | 8 | 31 |
| Lola Melnyck y Fredy Pantoja (Quique Neira)                | Diosito Santo        | 7 | 5 | 6 | 6 | 24 |
| Alejandra Valle y Vladimir Martínez (María Jimena Pereyra) | Las seis             | 8 | 6 | 7 | 7 | 28 |

Terminada la primera ronda, Juan Luis Guerra y la 440 se presentan con el tema 'La llave de mi corazón'
Segunda ronda: Soñadores y Famosos
| Cathy Barriga y Harold Villar (Cecilia Echeñique)          | Te regalo          | 8 | 7 | 8 | 7 | 30 |
| Eva Gómez y Joaquín Aguilar (Leandro Martínez)             | Un beso y una flor | 7 | 6 | 7 | 7 | 27 |
| Lizardo Garrido y Carolina Vargas (Palmenia Pizarro)       | Eres tú            | 8 | 7 | 8 | 7 | 30 |
| Lola Melnyck y Fredy Pantoja (Quique Neira)                | Buenos Amigos      | 8 | 7 | 7 | 7 | 29 |
| Alejandra Valle y Vladimir Martínez (María Jimena Pereyra) | Sol forastero      | 7 | 7 | 8 | 8 | 30 |

Puntaje Final: Sumatoria Ronda 1 y Ronda 2
| Alejandra Valle y Vladimir Martínez (María Jimena Pereyra) | 30 | 28 | 58 | Clasifican / No ganan inmunidad    |
| Lizardo Garrido y Carolina Vargas (Palmenia Pizarro)       | 31 | 30 | 61 | Clasifican / No ganan inmunidad    |
| Lola Melnyck y Fredy Pantoja (Quique Neira)                | 24 | 29 | 53 | No clasifican / No ganan Inmunidad |
| Eva Gómez y Joaquín Aguilar (Leandro Martínez)             | 28 | 27 | 55 | No clasifican / No ganan Inmunidad |
| Cathy Barriga y Harold Villar Cecilia Echeñique            | 29 | 30 | 59 | Clasifican / Ganan Inmunidad       |

Nominación De Compañeros
| Lizardo y Carolina (Palmenia Pizarro)       | Eva y Joaquín (Leandro Martínez) |
| Kathy y Harold (Cecilia Echeñique)          | Eva y Joaquín (Leandro Martínez) |
| Alejandra y Vladimir (María Jimena Pereyra) | Eva y Joaquín (Leandro Martínez) |

Por unanimidad están nominados: Eva y Joaquín (Leandro Martínez)
INMUNIDAD
| Alejandra Valle y Vladimir Martínez (María Jimena Pereyra) | 22,68% | 3.º Lugar en llamadas                   |
| Cathy Barriga y Harold Villar (Cecilia Echeñique)          | 53,94% | 1.º Lugar en llamadas / Ganan Inmunidad |
| Lizardo Garrido y Carolina Vargas (Palmenia Pizarro)       | 23,38% | 2.º Lugar en llamadas                   |

### Capítulo 12: Repechaje, Nominación y Eliminación
Repechaje:
Los 5 soñadores eliminados se enfrentan entre ellos y al final, el jurado elegirá a uno y el público a otro, así 2 se reintegran a la Competencia.
| Carlos Grilli        | Lorene Prieto y José Alfredo Fuentes | Dejaría todo                 |
| Alejandra Valdovinos | Javier Miranda y Denisse Malebrán    | La gata bajo la lluvia       |
| Lúa de Morais        | Felipe Ríos y Ema Pinto              | Contigo en la Distancia      |
| Danilo Pérez         | Fernanda Hansen y Cristóbal          | Fuego de noche, nieve de día |
| Águeda Jofré         | Mauricio Flores y Cecilia Pantoja    | Amor a la mexicana           |

El resultado se sabrá la próxima semana.
Ronda 1: Soñadores solistas
| Canciones y puntajes | Canciones y puntajes                   | Canciones y puntajes | Canciones y puntajes | Canciones y puntajes | Canciones y puntajes | Canciones y puntajes | Canciones y puntajes | Canciones y puntajes |
| Soñador              | Famoso y Maestro                       | Tema                 | Lucho Jara           | Daniel Guerrero      | Patricia Maldonado   | Gloria Simonetti ¿?  | TOTAL                |                      |
| -------------------- | -------------------------------------- | -------------------- | -------------------- | -------------------- | -------------------- | -------------------- | -------------------- | -------------------- |
| Vladimir Martínez    | Alejandra Valle y María Jimena Pereyra | Cómo deseo tu amor   | 6                    | 7                    | 7                    | 6                    | 26                   |                      |
| Carolina Vargas      | Lizardo Garrido y Palmenia Pizarro     | Por ese palpitar     | 8                    | 8                    | 8                    | 8                    | 32                   |                      |
| Fredy Pantoja        | Lola Melnyck y Quique Neira            | Amor Pobre           | 9                    | 9                    | 9                    | 9                    | 36                   |                      |

Ronda 2: Soñadores y Famosos
| Vladimir Martínez y Alejandra Valle (María Jimena Pereyra) | Será            | 7 | 7 | 7 | 7 | 28 |
| Carolina Vargas y Lizardo Garrido (Palmenia Pizarro)       | Tu cambiarás    | 6 | 6 | 7 | 6 | 25 |
| Fredy Pantoja y Lola Melnyck (Quique Neira)                | Sentir su calor | 7 | 7 | 7 | 7 | 28 |

Sumatoria Final
| Alejandra Valle y Vladimir Martínez (María Jimena Pereyra) | 26 | 28 | 54 | Nominados |
| Lizardo Garrido y Carolina Vargas (Palmenia Pizarro)       | 32 | 25 | 55 | Nominados |
| Lola Melnyck y Fredy Pantoja (Quique Neira)                | 28 | 36 | 64 | Avanzan   |

Eliminación
| Eva Gómez y Joaquín Aguilar (Leandro Martínez)             | 21,27 %                         | Eliminados |
| Alejandra Valle y Vladimir Martínez (María Jimena Pereyra) | 41,83 %                         | Avanzan    |
| Lizardo Garrido y Carolina Vargas (Palmenia Pizarro)       | 36,90 % Salvados por los jueces | Avanzan    |

### Capítulo 13: Primeros finalistas, Nominados y Repechaje
Rondas 1 y 2: Primera ronda (Soñadores y Famosos) y Segunda ronda (Famosos solistas)
| Alejandra Valle y Vladimir Martínez (María Jimena Pereyra) | 35 | 39 | 74 | Amenazados / Nominados por público                |
| Lizardo Garrido y Carolina Vargas (Palmenia Pizarro)       | 41 | 46 | 87 | Clasifican / Ganan Inmunidad / Primeros Finalista |
| Lola Melnyck y Fredy Pantoja (Leandro Martínez)*           | 33 | 43 | 76 | Clasifican / Pierden Inmunidad                    |
| Cathy Barriga y Harold Villar (Cecilia Echeñique)          | 35 | 34 | 69 | Amenazados / Salvados por público                 |

- *Leandro Martínez asume el mando de maestro de Lola y Fredy debido a los problemas que estos tuvieron con su anterior maestro Quique Neira.[8]

Repechaje:
Los 5 soñadores eliminados se enfrentan entre ellos y al final, el jurado elegirá a uno y el público a otro, así 2 se reintegran a la Competencia.
| Carlos Grilli        | Lorene Prieto y José Alfredo Fuentes | Eliminado por jueces        |
| Alejandra Valdovinos | Javier Miranda y Denisse Malebrán    | 4,91% Eliminada por público |
| Lúa de Morais        | Felipe Ríos y Ema Pinto              | Eliminada por jueces        |
| Danilo Pérez         | Fernanda Hansen y Cristóbal          | 33,46% Elegido por público  |
| Águeda Jofré         | Mauricio Flores y Cecilia Pantoja    | Elegida por jueces          |

### Capítulo 14 - Semifinal: Segundos finalistas, Nominados y Doble Eliminación
Rondas 1 y 2: Primera ronda (Soñadores solistas) y Segunda ronda (Soñadores y Famosos)
| Mauricio Flores y Águeda Jofré (Cecilia Pantoja)  | 39 | 44 | 83 | Segundos Finalistas                             |
| Fernanda Hansen y Danilo Pérez (Cristóbal)        | 38 | 31 | 67 | Nominados / Eliminados                          |
| Lola Melnyck y Fredy Pantoja (Leandro Martínez)   | 44 | 35 | 79 | Nominados / Salvados por los jueces / Nominados |
| Cathy Barriga y Harold Villar (Cecilia Echeñique) | 37 | 40 | 77 | Nominados / Salvados por público / Nominados    |

Junto al equipo de Fernanda y Danilo (Cristóbal), abandonan por decisión del público y de los jueces Alejandra Valle y Vladimir (María Jimena Pereyra), los nominados del jueves, quienes se presentaron en el duelo final pero no cubrieron las expectativas.

### Capítulo 15: GRAN FINAL
Los nominados Lola Melnyck y Fredy Pantoja (Leandro Martínez), se enfrentaron a Cathy Barriga y Harold Villar (Cecilia Echeñique) para decidir al tercer finalista, esta decisión la tuvo el público y los resultados fueron los siguientes:
| Kathy y Harold (Cecilia Echeñique) | 67,66% | Pasan a la Final       |
| Lola y Fredy (Leandro Martínez)    | 32,34% | Eliminados (4.º Lugar) |

Rondas 1, 2 y 3 (Primera ronda: Soñadore, Segunda ronda: Soñadores y Famosos y Tercera Ronda: Famosos). 
El equipo con más puntos pasa a la Gran Final y los otros 2 quedan a decisión del público. Luego el que salve el público se enfrentará al que tiene más puntos y entre estos 2 estará el ganador.
| Mauricio Flores y Águeda Jofré (Cecilia Pantoja)     | 47 | 41 | 44 | 132 | Nominados / Eliminados           |
| Lizardo Garrido y Carolina Vergas (Palmenia Pizarro) | 47 | 44 | 45 | 136 | Pasan a la final                 |
| Cathy Barriga y Harold Villar (Cecilia Echeñique)    | 42 | 42 | 39 | 123 | Nominados / Salvados por público |

Sorpresas y Homenaje:
El Homenaje fue para el presidente del jurado, don Lucho Gatica, quien fue homenajeado por Patricia Maldonado, María Jimena Pereyra y José Alfredo 'El Pollo' Fuentes, los cuales se lucieron con temas del bolerista . Luego el mismo Lucho Gatica deleitó al público interpretando un tema suyo.
La sorpresa fue que cada uno de los finalistas eligió a un soñador para que concurse por 1,000 000 de pesos y se enfrentaron Fredy Pantoja vs. Carlos Grilli, resultando el primero el ganador por elección unánime del jurado.
Gran Final
Se enfrentaban los equipos de Cathy Barriga y Harold Villar (Cecilia Echeñique) vs. Lizardo Garrido y Carolina Vargas (Palmenia Pizarro), los más salvados contra los mejor evaluados.
La decisión final la tuvo el público que optó una vez más por Cathy Barriga y Harold Villar (Cecilia Echeñique). De este modo el soñador cubano realizó el sueño de llevar a su familia a su país para que sus padres la conozcan.